# Jesús Rubio
Jesús Rubio (ur. 9 września 1994) – andorski piłkarz, obrońca, występujący w andorskim klubie FC Santa Coloma.

## Sukcesy

### UE Santa Coloma
- Puchar Andory: 2015/16, 2016/17